# Kościół Narodzenia Najświętszej Maryi Panny w Qormi
Kościół Narodzenia Najświętszej Maryi Panny (malt. Knisja tat-twelid tal-Madonna, ang. Church of the Nativity of Mary), znany szerzej jako Kościół Matki Bożej Zwycięskiej (malt. Knisja tal-Vitorja) – rzymskokatolicki kościół w Qormi na Malcie.

Kościół położony jest przy Triq il-Vitorja, u wylotu Triq Pinto. 

## Historia

### Kościół średniowieczny
Oryginalny kościół zbudowany został w nieznanym czasie w okresie średniowiecza. Pierwotnie był poświęcony Wniebowzięciu Matki Bożej. Pomiędzy 1575 a 1588 jego wezwanie zostało zmienione na Narodzenia Najświętszej Maryi Panny dla upamiętnienia zwycięstwa nad Turkami w wielkim oblężeniu Malty w 1565. O tym średniowiecznym kościele wspomina raport Pietro Dusiny z 1575, podając, iż był zaniedbany. Kościół został ponownie wspomniany w 1615 przez biskupa Baldassare Cagliaresa, który zanotował, że w kościele są dwa obrazy, z których główny przedstawia Narodzenie Najświętszej Maryi Panny. W 1636 biskup Miguel Caramasa również wspomina o tym obrazie. Tenże biskup w 1656 zdekonsekrował kościół z powodu jego bardzo złego stanu. 

### Kościół dzisiejszy
Kościół dziś istniejący był już zbudowany w 1686, powstał najprawdopodobniej około 1657. W pewnym okresie znany był jako tal-Fuqqanija.
W latach 1994–95 kościół został odremontowany.     

## Architektura

### Wygląd zewnętrzny
Fasada kościoła, skierowana na zachód, w dolnej części wydaje się bardzo uboga i płaska. Jedynym elementem jest prostokątne wejście oflankowane prostymi pilastrami podtrzymującymi niewielki gzyms. Ponad nim półkolisty segmentowy naczółek. Górna część fasady, powyżej wydatnego gzymsu, zawiera półkoliście zwieńczoną niszę z figurą Najświętszej Maryi Panny. Spływ wolutowy po prawej stronie niszy łączy ją z kamienną balustradą z dwoma ozdobnymi elementami, po lewej zaś z kwadratową w przekroju dzwonnicą z czterema dzwonami, wykonanymi przez Ġulju Cauchi w 1886. Zegar na wieży, wybijający godziny i kwadranse, to dzieło Michelangela Sapiano. Zainstalowany został w tym samym roku co dzwony. Na bocznej północnej ścianie boczne wejście, podobne do głównego, lecz bez naczółka. Na ścianie dominują trzy duże prostokątne głęboko osadzone okna, które doświetlają wnętrze. Przed kaplicą niewielki placyk odgrodzony kamienną balustradą. podobna balustrada znajduje się również przy północnej bocznej elewacji..

### Wnętrze
Świątynia wewnątrz jest dość obszerna, zbudowano ją na planie prostokąta. Wysokie sklepienie kolebkowe z kasetonami wsparte jest na łukach wznoszących się od biegnącego wzdłuż bocznych ścian gzymsu. Ten z kolei podpierają ozdobne wsporniki.
W kościele jest pięć ołtarzy. Ołtarz główny zdobi piękny obraz tytularny przedstawiający Madonnę z rodzicami, św. Anną i św. Joachimem. Obraz powstał na zlecenie niejakiego Indri Abeli zwanego Ta’ Feliċa, a obraz wyszedł spod pędzla Giuseppe Calì w 1890. Fragmenty poprzedniego obrazu tytularnego, „mającego pewne walory artystyczne”, będącego dziełem francuskiego rycerza zakonu joannitów Fra Luqi Gamiera, znajdują się w zakrystii. Cztery ołtarze boczne, po dwa na każdej ścianie, poświęcone są Najświętszej Maryi Pannie, św. Pawłowi, św. Rochowi oraz św. Leonardowi (Anardowi), a to na pamiątkę kościołów, stojących kiedyś na tym terenie i zdesakralizowanych przez biskupa Balaguera w 1652. Wszystkie ołtarze mają wspaniałą oprawę, z kolumnami i frontonami wyrzeźbionymi w wapieniu maltańskim, z obrazami przedstawiającymi ich patronów.
W kościele znajduje się, unikalna w stylu i wielkości, figura tytularna z 1942, przedstawiająca śpiącą maleńką Madonnę ubraną w haftowaną sukienkę, a przekazana do kościoła przez ówczesnego rektora ks. Ġorġa Cashę. W małych niszach znajdują się figury Matki Boskiej Bolesnej oraz Ecce Homo, prace Ġużeppe Cilii, jak również figura Serce Jezusa z 1995, dar dwóch parafianek. Przed ołtarzem wisi srebrna wieczna lampka z 1811, wspólny dar wszystkich parafian. Obok ołtarza głównego znajduje się obraz Święty Sebastian, będący przypomnieniem o zdesakralizowanym przez Dusinę w 1575 kościele tego świętego.
Zakrystia kościoła zbudowana została w 1700, nad drzwiami do niej wiodącymi znajduje się niewielki obraz Matki Bożej Dobrej Rady. 

## Świątynia dzisiaj
Od 1985 kościół jest zarządzany przez archiprezbitera kościoła parafialnego. W kościele odprawiane są regularnie msze święte w dni powszednie oraz w niedziele i święta.

## Święto patronalne
Święto patronalne kościoła przypada 8 września, festyn urządzany jest w tygodniu po tej dacie.

## Ochrona dziedzictwa kulturowego
Kościół umieszczony jest na liście National Inventory of the Cultural Property of the Maltese Islands pod nr. 00457.